# Inga Artamonova
Inga Grigorjevna Artamonova (Russisch: И́нга Григо́рьевна Артамо́нова) (Moskou, 29 augustus 1936 - aldaar, 4 januari 1966) was een Sovjet-Russische langebaanschaatsster. Ze was de eerste vrouw die viermaal wereldkampioene allround werd. Na haar huwelijk met de Sovjet-schaatser Gennady Voronin stond ze ook wel bekend als Inga Voronina en Inga Voronina-Artamonova.
Artamonova begon op twaalfjarige leeftijd met roeien, behaalde daarmee een Master of Sports-status. In deze sportdiscipline werd ze Sovjetkampioene bij de junioren. Later begon ze met het langebaanschaatsen. Ze schaatste voor Dynamo in Moskou. Artamonova werd wereldkampioene in 1957, 1958 en 1962, werd in 1963 en 1964 tweede en haalde haar vierde wereldtitel in 1965. Ook werd ze vijfmaal nationaal kampioene allround en behaalde ze 26 nationale afstandszeges. Gedurende haar carrière reed Artamonova diverse wereldrecords, waaronder vier in twee dagen tijdens het NK 1962 op de Medeo schaatsbaan. Ook won ze achtmaal, tussen 1958 en 1965, de prestigieuze Kirovprijs.
Artamonova's echtgenoot Gennady kon niet omgaan met de successen van zijn vrouw, was inmiddels alcoholist geworden, en zag zijn eigen schaatscarrière tot een einde komen. Hij vermoordde zijn vrouw toen ze 29 was. Artamonova ligt begraven op de Vagan'kovskoye begraafplaats. Artamonova schreef het boek "Я учусь ходить по земле" (Ik leer lopen op de grond), dit werd na haar dood (in 1967) uitgegeven.

## Records

### Persoonlijke records
| Afstand    | Tijd    | Datum           | Baan  |
| ---------- | ------- | --------------- | ----- |
| 500 meter  | 44,9    | 27 januari 1962 | Medeo |
| 1000 meter | 1.32,8  | 27 januari 1964 | Medeo |
| 1500 meter | 2.19,0  | 27 januari 1962 | Medeo |
| 3000 meter | 5.05,5  | 15 maart 1964   | Kirov |
| 5000 meter | 10.04,8 | 22 maart 1955   | Kirov |

### Adelskalender
Van 27 januari 1962 tot 5 maart 1967 was Inga Artamonova aanvoerster van de Adelskalender. Daarmee heeft zij 1863 dagen aan de top van de lijst gestaan.
Hieronder staan de persoonlijke records (PR's) waarmee Inga Artamonova aan de top van de Adelskalender kwam en de PR's die zij had staan toen zij van de eerste plek verdreven werd. Tevens zijn de gegevens weergegeven van de schaatssters die voor en na haar aan de top van de lijst stonden.
| Datum      | 500 m | 1000 m | 1500 m | 3.000 m | Punten  | Voorganger / Opvolger |
| ---------- | ----- | ------ | ------ | ------- | ------- | --------------------- |
| 21-01-1960 | 45,6  | 1.33,4 | 2.28,0 | 5.16,6  | 194,399 | Tamara Rylova         |
| 27-01-1962 | 44,9  | 1.36,9 | 2.19,0 | 5.14,1  | 192,033 |                       |
| 15-03-1964 | 44,9  | 1.32,8 | 2.19,0 | 5.05,5  | 188,549 |                       |
| 05-03-1967 | 45,8  | 1.32,0 | 2.22,1 | 4.55,7  | 188,449 | Stien Kaiser          |

### Wereldrecords
| Afstand      | Resultaat | Datum           | IJsbaan    |
| ------------ | --------- | --------------- | ---------- |
| minivierkamp | 206.016   | 6 februari 1956 | Sverdlovsk |
| 500 m        | 44,9      | 27 januari 1962 | Medeo      |
| 1.500 m      | 2.19,0    | 27 januari 1962 | Medeo      |
| 3.000 m      | 5.06,0    | 28 januari 1962 | Medeo      |
| minivierkamp | 189.033   | 27 januari 1962 | Medeo      |

## Resultaten
| Jaar | NK Allround | WK Allround         |
| ---- | ----------- | ------------------- |
| 1956 | Goud        |                     |
| 1957 | Zilver      | · (, )              |
| 1958 | Goud        | · (5e, , )          |
| 1959 | Zilver      | 4e · (6e, , , 5e)   |
| 1960 |             |                     |
| 1961 | Zilver      | 10e · (30e, , 5e, ) |
| 1962 | Goud        | · (9e, , )          |
| 1963 | Goud        | · (5e, , )          |
| 1964 | Goud        | · (9e, , )          |
| 1965 | Zilver      | · (, 5e, , )        |

### Medaillespiegel
| Kampioenschap            | Goud · | Zilver · | Brons · |
| ------------------------ | ------ | -------- | ------- |
| NK allround (klassement) | 5      | 4        | 0       |
| WK allround (klassement) | 4      | 2        | 0       |
| WK allround (afstanden)  | 12     | 5        | 5       |

- Gemeinsame Normdatei: 132305348
- International Standard Name Identifier: 0000 0000 4684 199X
- Library of Congress Control Number: no2007134692
- Russische Staatsbibliotheek: 000062650
- Virtual International Authority File: 52846086
- WorldCat: E39PBJtrQgjFjFb8P7MHgR4Dv3

Verné Lesche · 
Valentina Koeznetsova · 
Serafima Paromova · 
Laila Schou Nilsen · 
Olga Akifjeva · 
Rimma Zjoekova · 
Tamara Rylova · 
Inga Artamonova · 
Stien Kaiser · 
Ans Schut · 
Nina Statkevitsj · 
Tatjana Averina · 
Galina Stepanskaja · 
Natalja Petroeseva · 
Andrea Mitscherlich · 
Karin Enke · 
Gabi Zange · 
Gunda Niemann · 
Claudia Pechstein · 
Anni Friesinger · 
Cindy Klassen